# Bistum Homa Bay
Das Bistum Homa Bay (lat.: Dioecesis Homa Bayensis) ist eine in Kenia gelegene römisch-katholische Diözese mit Sitz in Homa Bay.

## Geschichte
Papst Johannes Paul II. gründete es am 18. Oktober 1993 aus Gebietsabtretungen des Bistums Kisii und es wurde dem Erzbistum Kisumu als Suffragandiözese unterstellt.

## Bischöfe von Homa Bay
- Linus Okok Okwach (18. Oktober 1993 – 20. Februar 2002)
- Philip Arnold Subira Anyolo (22. März 2003–15. November 2018), dann Erzbischof von Kisumu
- Michael Otieno Odiwa (seit 29. November 2020)

## Weblinks

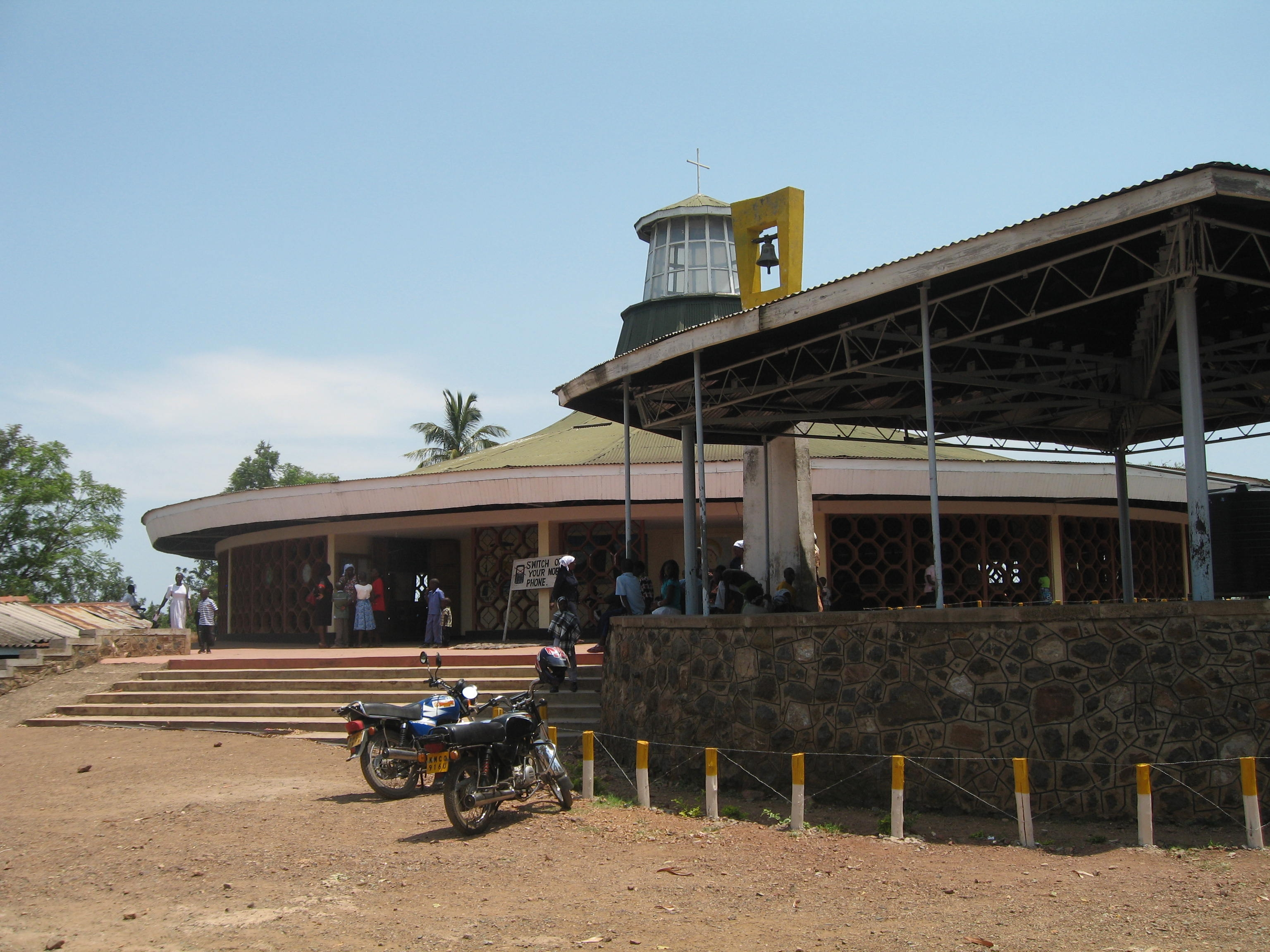
St. Paul Kathedrale in Homa Bay
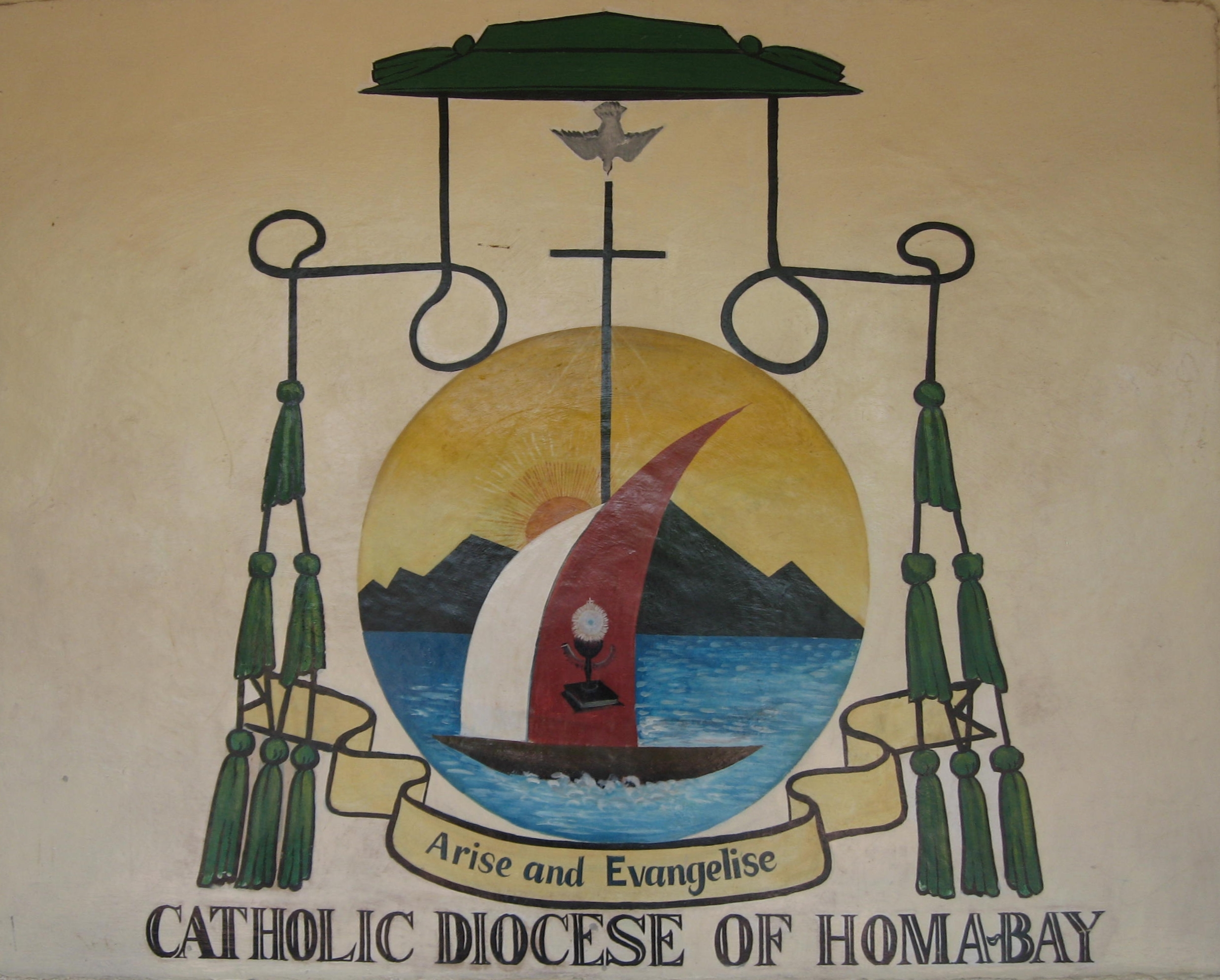
Wappen des Bistums Homa Bay